# Skrzydłokwiat kwiecisty
Skrzydłokwiat kwiecisty (Spathiphyllum floribundum (Linden & André) N.E.Br.) – gatunek wieloletnich, wiecznie zielonych roślin zielnych z rodzaju skrzydłokwiat, z rodziny obrazkowatych, występujący na obszarze od Kolumbii do północno-zachodniej Wenezueli i północnego Peru, zasiedlający wilgotne lasy równikowe, gdzie występuje na wysokości od 200 do 1500 m n.p.m.

## Morfologia
Naziemna roślina zielna. Łodyga krótka, wzniesiona. Ogonki liściowe o długości od 10 do 15 cm, kolankowate wierzchołkowo. Blaszki liściowe podłużno-eliptyczne lub podłużno-lancetowate, o klinowatej nasadzie i zaostrzonym wierzchołku, o wymiarach 15×5,5–6 cm. Roślina tworzy pojedynczy kwiatostan typu kolbiastego pseudancjum, który wyrasta na pędzie kwiatostanowym o długości około 20–25 cm. Pochwa kwiatostanu biała, podłużno-lancetowata, o długości około 6 cm i szerokości około 2–3 cm. Kolba zielono-żółta lub biaława, cylindryczna, tępa, o wymiarach 3–4×0,7–0,8 cm. Kwiaty obupłciowe. Listki okwiatu o długości około 1,5 mm. Słupki odwrotnie piramidalne, o długości około 1,25 mm i szerokości około 2 mm. Zalążnie 1-2-komorowe. 

## Uprawa
Skrzydłokwiat kwiecisty jest obok skrzydłokwiatu Wallisa najczęściej uprawianym gatunkiem z tego rodzaju. Kwitnie późną wiosną i wczesnym latem. Wymaga żyznego, piaszczystego, dobrze przepuszczalnego podłoża oraz stanowiska w umiarkowanym cieniu.